# Barringtonia lanceolata
Barringtonia lanceolata là một loài thực vật có hoa trong họ Lecythidaceae. Loài này được (Ridl.) Payens mô tả khoa học đầu tiên năm 1967.